# Pierre Pilote
Joseph Albert Pierre Paul Pilote (* 11. Dezember 1931 in Kenogami, Québec; † 9. September 2017 in Barrie, Ontario) war ein kanadischer Eishockeyspieler, der im Verlauf seiner aktiven Karriere zwischen 1950 und 1969 unter anderem 976 Spiele für die Chicago Black Hawks und Toronto Maple Leafs in der National Hockey League auf der Position des Verteidigers bestritten hat. Pilote gehörte während seiner aktiven Zeit in den 1960er-Jahren zu den herausragendsten Spielern der NHL und einem der besten auf seiner Position als Offensivverteidiger. Neben dem Gewinn des Stanley Cups mit den Chicago Black Hawks im Jahr 1961 wurde er dreimal mit der James Norris Memorial Trophy als bester Abwehrspieler der Liga ausgezeichnet und acht Jahre in Folge in eines der beiden NHL All-Star Teams gewählt.

## Karriere
Schon in ganz jungen Jahren zogen seine Eltern nach Fort Erie in Ontario. Weil die örtliche Eisbahn durch ein Feuer zerstört worden war, hatte er über viele Jahre nicht die Möglichkeit, Eishockey zu spielen und begann erst mit 17 Jahren seine Karriere. Als Junior bei den St. Catharines Teepees in der Ontario Hockey Association holte er schnell auf.
Er begann seine Profilaufbahn in der American Hockey League bei den Buffalo Bisons, für die er zwischen 1952 und 1956 aktiv war. Zur Saison 1955/56 holten ihn die Chicago Black Hawks in die National Hockey League. Er galt als starker Spieler und wusste auch gut mit brenzligen Situationen vor dem Tor umzugehen. Er überzeugte durch seine Beständigkeit und Ausdauer. In seinen ersten fünf Jahren verpasste er kein einziges Spiel. An seiner Seite spielte meist Elmer Vasko. Nachdem die Black Hawks in der Saison 1960/61 den Stanley Cup gewonnen hatten, wurde er Kapitän des Teams, in dem zu dieser Zeit auch Bobby Hull und Stan Mikita spielten. Im Mai 1968 wurde er im Tausch für Jim Pappin an die Toronto Maple Leafs abgegeben. Dort spielte er noch eine Saison, bevor er seine Karriere beendete. Er war der beste Verteidiger in der Zeit zwischen Doug Harvey und Bobby Orr.
Im Jahr 1975 wurde er mit der Aufnahme in die Hockey Hall of Fame geehrt. Am 12. November 2008 wurde Pilote in einer Zeremonie vor dem Spiel gegen die Boston Bruins geehrt und zukünftig wird seine ehemalige Nummer 3 von den Chicago Blackhawks nicht mehr vergeben. Pilote verstarb am 9. September 2017 im Alter von 85 Jahren.

## Erfolge und Auszeichnungen
| - 1960 NHL Second All-Star Team - 1960 NHL All-Star Game - 1961 NHL All-Star Game - 1961 Stanley-Cup-Gewinn mit den Chicago Black Hawks - 1961 NHL Second All-Star Team - 1962 NHL All-Star Game - 1962 NHL Second All-Star Team - 1963 NHL All-Star Game - 1963 James Norris Memorial Trophy - 1963 NHL First All-Star Team - 1964 NHL All-Star Game | - 1964 James Norris Memorial Trophy - 1964 NHL First All-Star Team - 1965 NHL All-Star Game - 1965 James Norris Memorial Trophy - 1965 NHL First All-Star Team - 1966 NHL First All-Star Team - 1967 NHL All-Star Game - 1967 NHL First All-Star Team - 1968 NHL All-Star Game - 1976 Aufnahme in die Hockey Hall of Fame |

## Karrierestatistik

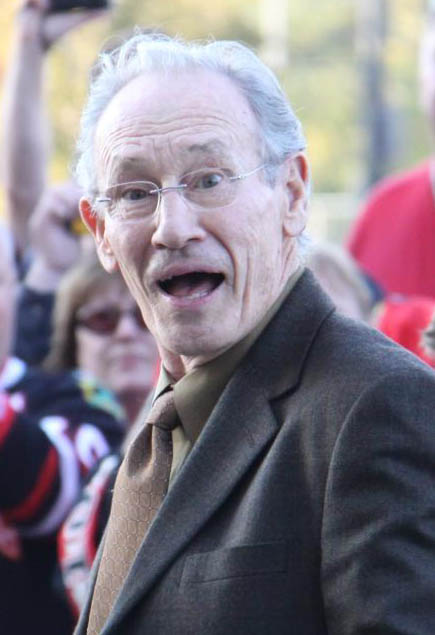
Pilote im Herbst 2010

(Legende zur Spielerstatistik: Sp oder GP = absolvierte Spiele; T oder G = erzielte Tore; V oder A = erzielte Assists; Pkt oder Pts = erzielte Scorerpunkte; SM oder PIM = erhaltene Strafminuten; +/− = Plus/Minus-Bilanz; PP = erzielte Überzahltore; SH = erzielte Unterzahltore; GW = erzielte Siegtore; 1 Play-downs/Relegation; Kursiv: Statistik nicht vollständig)